# 挪威国铁93型柴油动车组
挪威国家铁路93型柴油动车组（挪威語：NSB-type 93）是挪威国家铁路公司在挪威非电气化线路中使用的一款两节编组摆式柴油动车组。它们主要运营于诺尔兰铁路、勒罗斯铁路和赖于马铁路，以替代当地日渐老化的Di3型柴油机车。93型动车组由庞巴迪运输基于TALENT平台生产，在2002年至2002年期间，已有15列同款动车组交付使用。
伴随着两台总输出功率为612千瓦的康明斯柴油发动机，列车的最高运行速度可达140公里/小时。列车已作为区域列车概念的一部分被纳入Agenda服务。然而，由于动车组多发的技术问题和局促的舱内设计，使其成为不受车友欢迎的车型之一。2007年，该动车组在诺尔兰铁路的部分服务已被机车牵引车厢的模式所取代。

## 历史

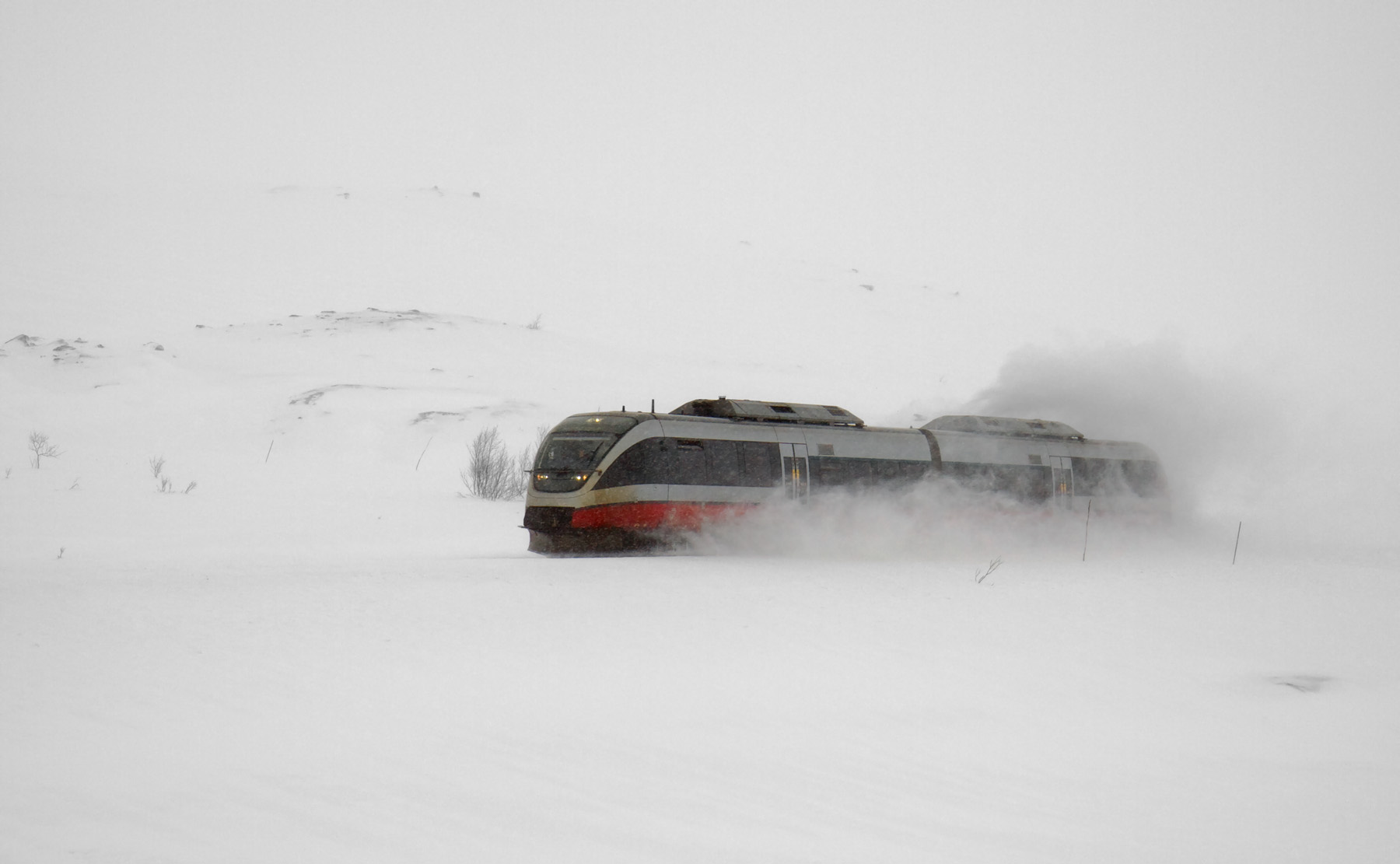
93型动车组于诺尔兰铁路

在1990年代中期，挪威国家铁路发起了一项计划，以新的摆式动车组取代传统的机车牵引式列车。这使得挪威國鐵採購了16组四节编组的73型电力动车组，以用于卑尔根、多夫勒和南挪威铁路等三条铁路干线。作为补充，挪威国家铁路董事会于1996年11月14日决定另外采购7组摆式柴油动车组用于非电气化的勒罗斯铁路和赖于马铁路。尤其是老化的Di3型柴油机车将在五年内退役，但挪威国家铁路并不愿意继续采购柴油机车用于客运服务。而随着Di6型柴油机车的失败并返回制造商西门子，这也进一步坚定了挪威当局避免使用机辆模式的意愿。
三份竞标的呈交最后期限定于1997年4月1日，其中刚刚被庞巴迪收购的塔尔博特车辆厂所提交的方案，在1997年11月27日被确定。而此时挪威国家铁路对这些TALENT平台变体的订购数量已被增加至11列。在正式交付前再有4列动车组被加订，因此它们可以运营诺尔兰铁路的所有服务，并取代大部分在日间运行的推拉式机车。仅有夜间的列车服务仍维持机辆模式运营。

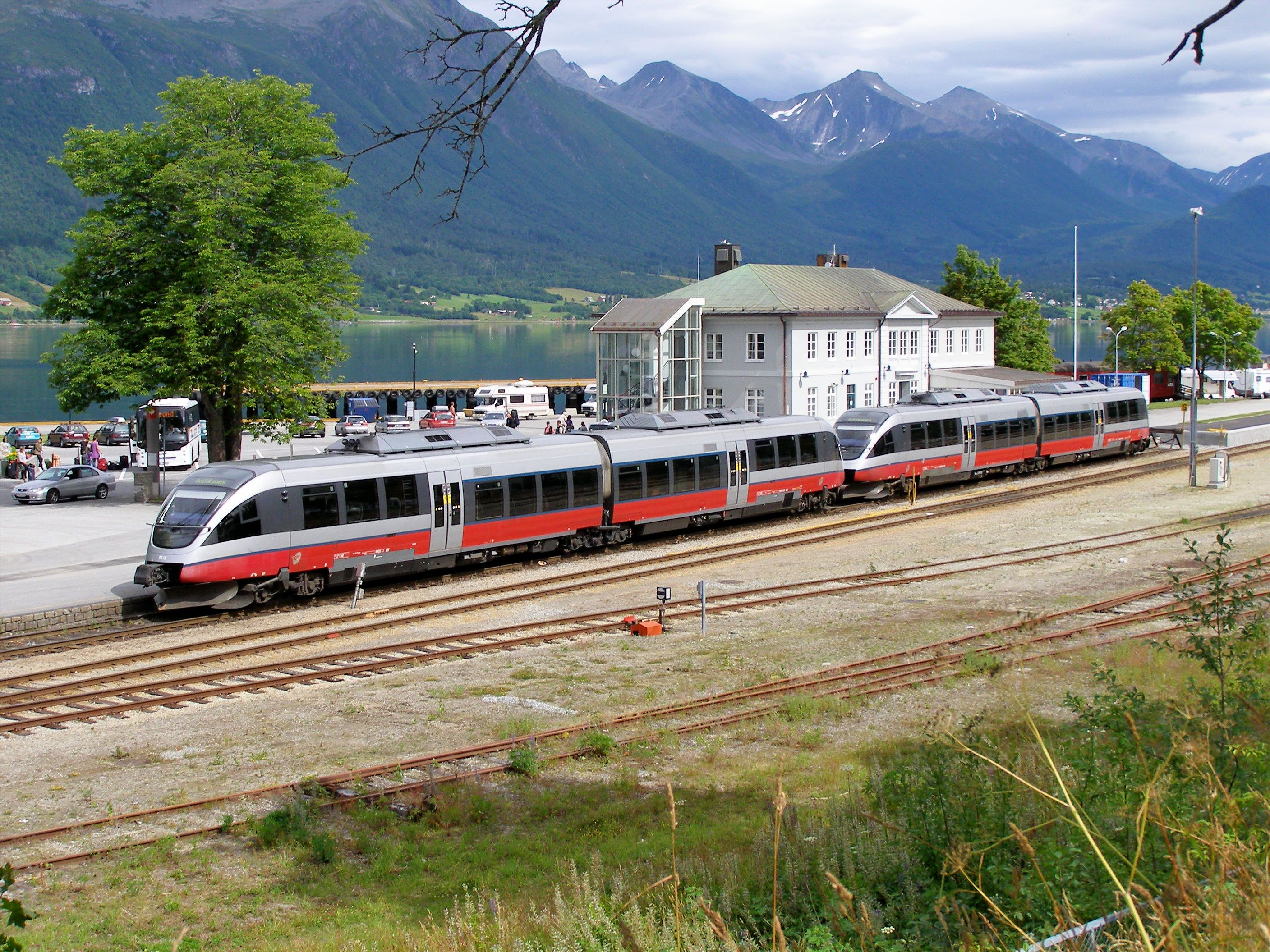
重联运行的93型动车组于赖于马铁路

93型动车组作为区域列车概念的一部分被纳入Agenda服务。随着70型电力动车组已在挪威东部担当城际快车任务，93型动车组将主要负责挪威国家铁路的地区性服务。它们最初是在2000年于诺尔兰铁路投入服务，其次是赖于马铁路和勒罗斯铁路。列车曾遭遇若干运行问题，部分在涉及湿度的情况时，列车两台发动机均失效。这导致挪威国家铁路在2002年要求庞巴迪对内饰及技术进行重新配置。在交付一年后，11列动车组中有6列皆发生了故障。为了解决这个问题，挪威国家铁路只得向奥夫滕铁路公司回租使用Di3型机车。前者当初选择以低于市场的价格出售旧机车，但后者却要求前者支付全额的购入价作为短期租赁的费用。由于客户对新列车不满意，Agenda的品牌名称宣告失败，挪威国家铁路随后决定中止该品牌，并将所有原Agenda和Signatur列车均统称为区域列车。
在赖于马铁路，93型动车组是作为由奥斯陆－特隆赫姆的多夫勒铁路的支线快速列车使用，连接杜姆奥斯－翁達爾斯內斯。在勒罗斯铁路，列车被同时服务于哈马尔－勒罗斯和勒罗斯－特隆赫姆区间。在诺尔兰铁路，列车则提供由特隆赫姆往返于奥莱托比亚斯或摩城之间的服务。该动车组也被认为适用于梅罗克铁路，但当地仍然维持使用92型动车组运营。根据最初的运用计划，11列93型动车组中将有8列提供日常运营。其中4列在勒罗斯铁路、2列在诺尔兰铁路以及2列在赖于马铁路。后续增加的4列动车组则需要在诺尔兰铁路的特隆赫姆－博德区间运行，剩余的3列则可在任何时间作为备用。重联列车（4节编组）有时会在特隆赫姆－摩城间提供服务，这是由于在周五及周六下午，赖于马铁路的列车需要交换设备，以及应付在这些日子中上升的客流量。此外，挪威国家铁路也将这些列车用作由博德－弗于斯克－龙南以及由摩城－莫舍恩之间的通勤服务。
自2007年起，由特隆赫姆－博德之间的列车服务再度恢复由Di4型柴油机车牵引客运车厢担当。这是挪威运行里程最长的列车服务，尽管93型动车组允许更高的运行速度，但其舒适度卻招來客户的一致批评。

## 技术参数

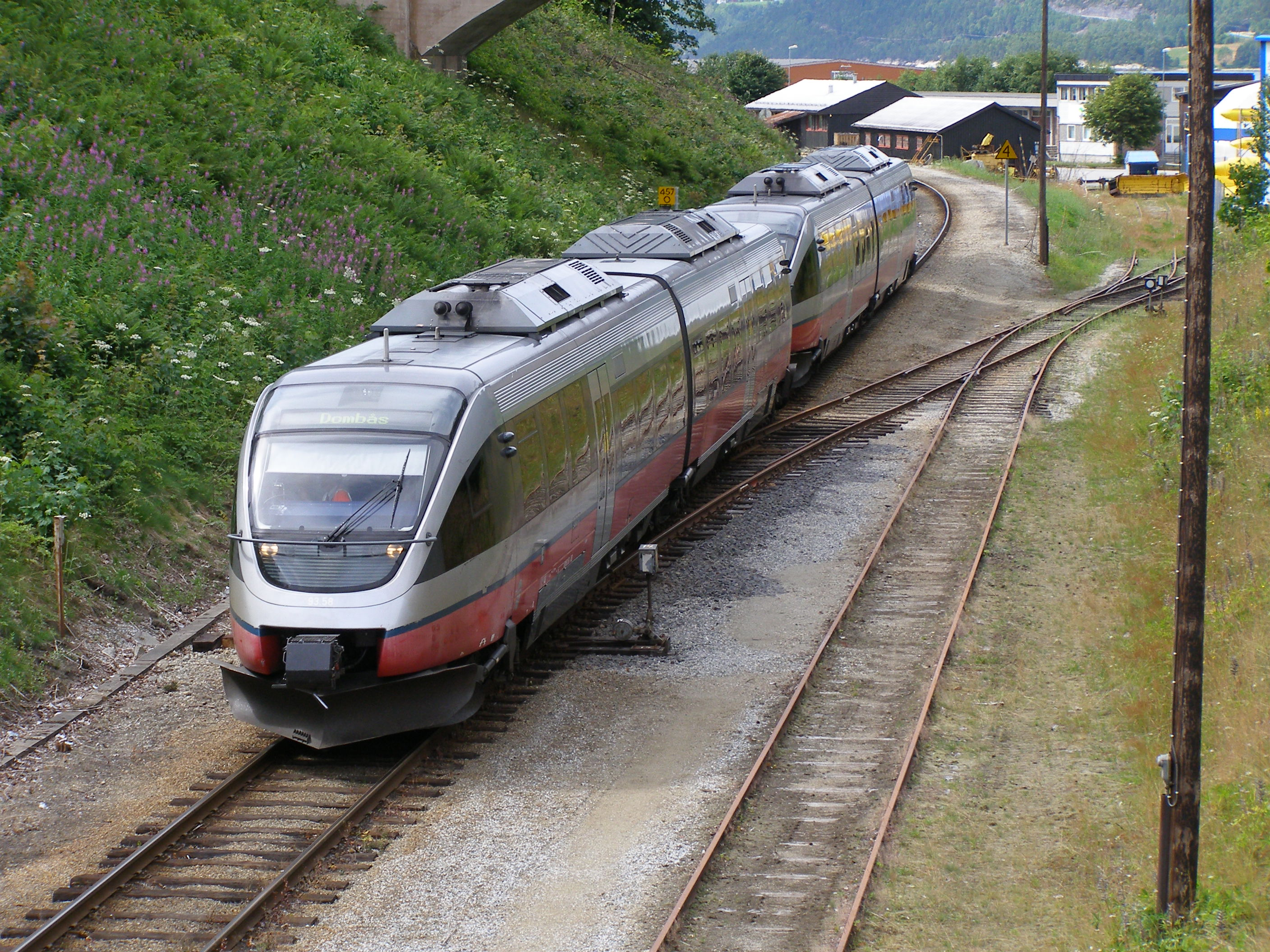
93型动车组驶近翁達爾斯內斯

93型动车组是一款带有内置摆式机件的两节编组柴油动车组，允许在传统的线路上以更高的速度运行。其编组全长为38.21米，宽2.92米以及高3.97米。空重为77吨。车体是以模块化的不锈钢制成，并在底部、侧部及顶部通过螺栓固定在一起。
动车组设有两台康明斯N14E-R型柴油发动机，合共可输出612千瓦的牵引功率。其排量为14升，满功率的每分鐘轉速可达到1,500转。它有一个五级档位的齿轮箱，两个油箱的燃油储备量为各1,140升。动车组共有3副转向架，其中两个端部为动力转向架。最高车速为140公里/小时。摆式机件可使整体架构倾斜达5度。
内饰采用红色及原木色架构。列车的中部，包括两侧的乘降门为低地板区域，而列车两端的区域则较高。原本的空间配置为88个座席，但由于乘客抱怨座位间距过低，挪威国家铁路已在2006年重新配置为76个席位。列车均配备了自动贩卖机以供应简单的零食。垃圾分为三个类别进行回收利用。